# Metrans

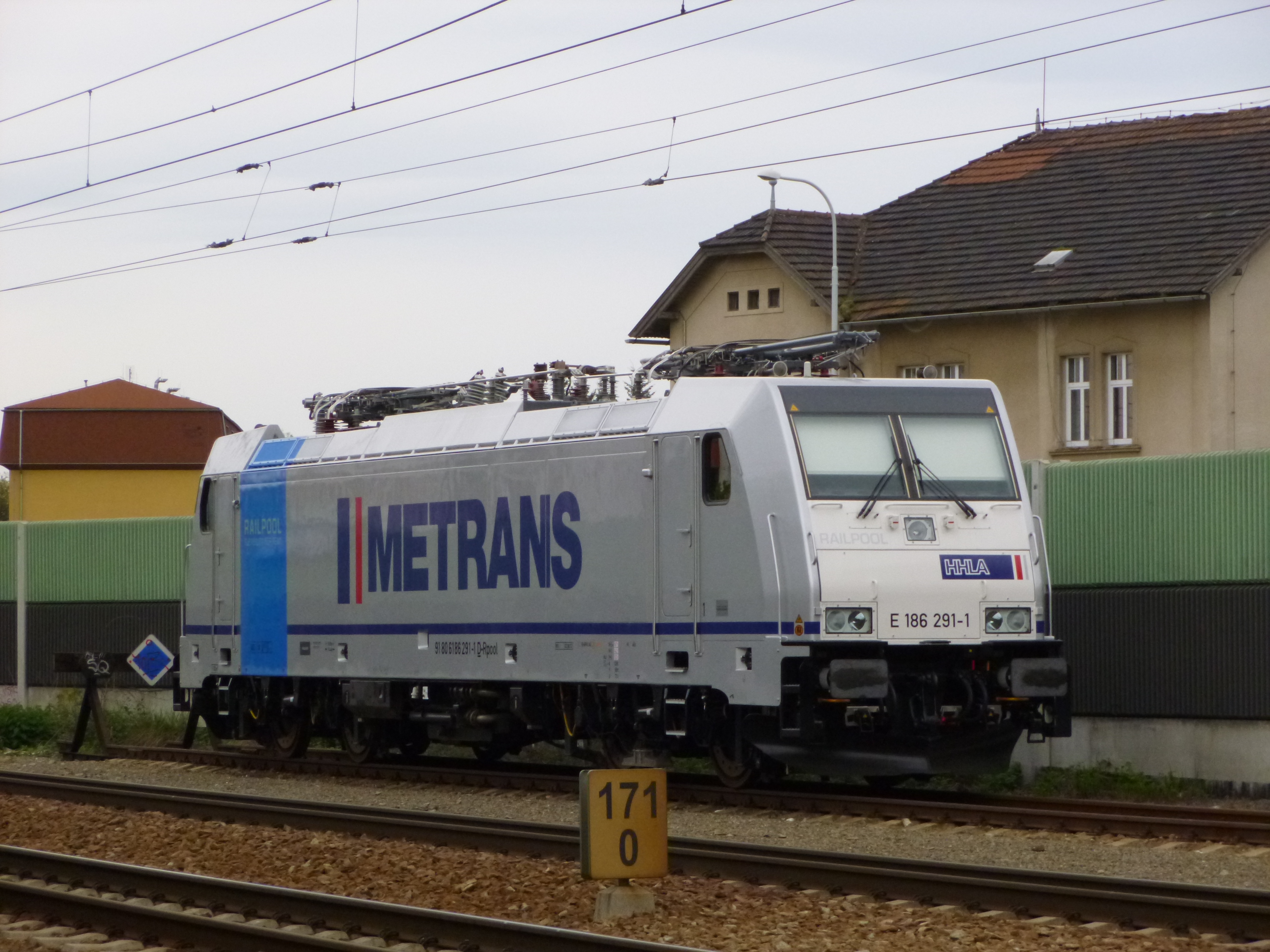
Elektrische Lokomotive der Reihe 186

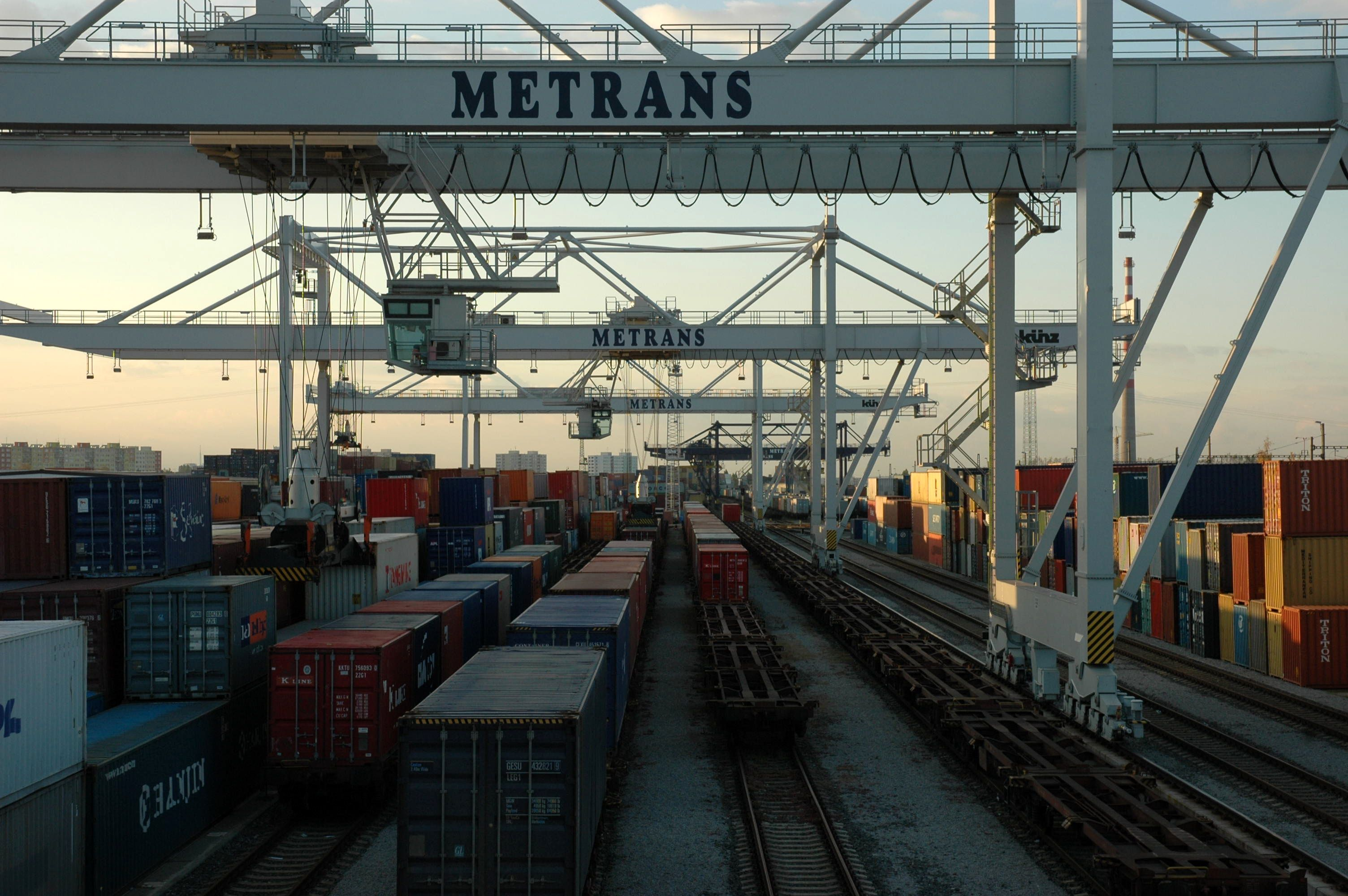
Containerterminal Praha-Uhříněves

Metrans ist ein tschechisches Eisenbahnverkehrsunternehmen (EVU) für Güterverkehr, das zu 100 % der hamburgischen HHLA gehört.
Die Tochtergesellschaft METRANS Rail s.r.o. verbindet die Seehäfen Rotterdam, Hamburg und Bremerhaven, Koper im Intermodalverkehr mit dem Hinterland (Süddeutschland, Tschechien, Slowakei, Ungarn, Österreich). Heimatbahnhof des Unternehmens ist das Containerterminal Uhříněves in Tschechien. Weitere eigene Terminals befinden sich in Lípa nad Dřevnicí bei Zlín, Nýřany bei Pilsen, Šenov bei Ostrava und Česká Třebová (alle Tschechien), Dunajská Streda und Košice (Slowakei), in Krems an der Donau (Österreich) sowie in Gądki und seit 2021 das Terminal Małaszewicze in Polen.
In Budapest wurde ab 2015 ein weiteres Terminal errichtet, das seit Januar 2017 betrieben wird.
Ende 2018 wurde eine enge Kooperation mit dem russischen Bahnlogistikunternehmen Transcontainer, an dem die russische Staatsbahn RZD zu 50 % beteiligt ist, vereinbart. Transcontainer verfügt über 24 000 Wagen und 67 000 Container.
Auch auf der sogenannten Neuen Seidenstraße als Schienenverbindung zwischen China und Westeuropa ist Metrans aktiv. Im Jahr 2019 wurden 426 Züge auf diesen Verbindungen behandelt, 2020 waren es bereits 913 Züge (+ 114 %, bei Zügen davon aus China + 131). Das Transportvolumen auf den mit chinesischen Partnern zusammengestellten Ganzzügen lag 2020 damit bei 30.000 TEU.

## Rollmaterial
Metrans verfügt über mehr als 130 Lokomotiven und 4000 Güterwagen, die vor allem zum Transport von Containern vorgesehen sind. Die Unterhaltung und Reparatur der Fahrzeuge erfolgt in zwei eigenen Werken, die sich im tschechischen Kolín und im slowakischen Dunajská Streda befinden.
Unter den Lokomotiven sind 43 elektrische Lokomotiven der Baureihe 186 (Bombardier TRAXX), neun der Reihe 189 (Siemens Eurosprinter), neun Diesellokomotiven Siemens Eurorunner und zwölf Rangierlokomotiven. Von Herbst 2019 bis zum Frühjahr 2020 wurden zehn elektrische Lokomotiven des Typs Vectron MS von Siemens Mobility vom Werk München-Allach an Metrans geliefert. Diese mit der Stammnummer 383 in Tschechien registrierten Mehrsystemlokomotiven sind für den Einsatz in Deutschland, Tschechien, Österreich, Ungarn, Polen und der Slowakei zugelassen. Spätere Aufrüstungen ermöglichen auch einen eventuellen Einsatz in den Niederlanden, Rumänien, Serbien und Slowenien.

## Tochterunternehmen
Die METRANS a.s. hat folgende 100-prozentige Tochterunternehmen:
- Adria Rail d.o.o., Kroatien
  - Adria Rail Operator d.o.o., Kroatien
  - Društvo za intermodalni prevoz i usluge Adria Rail d.o.o. Indija, Serbien
- CL EUROPORT Sp. z o.o., Malaszewicze
- CL EUROPORT s.r.o., Plzen
- EMA RAIL S.R.L, Rumänien (33,3 %)
- METRANS (Danubia) a.s., Dunajská Streda mit folgenden Tochterunternehmen:
  - METRANS Adria d.o.o., Koper
  - METRANS d.o.o., Rijeka
  - METRANS (Danubia) Kft., Győr
  - METRANS Konténer Kft., Budapest
  - METRANS Rail Slovakia s.r.o., Dunajská Streda
  - TIP Žilina s.r.o., Dunajská Streda
  - UniverTrans Kft., Ungarn
- METRANS Danubia Krems GmbH, Krems an der Donau
- METRANS DYKO Rail Repair Shop s.r.o., Prag
- METRANS İSTANBUL STI, Istanbul
- METRANS Polonia Sp.z o.o, Warschau
- METRANS Rail s.r.o., Prag
- METRANS Rail Deutschland GmbH, Leipzig
- METRANS Rail sp. z o.o., Gadki
- METRANS Railprofi Austria GmbH, Krems an der Donau
- METRANS Szeged Kft., Budapest
- METRANS Umschlagsgesellschaft mbH, Hamburg
- METRANS Zalaegerszeg Kft., Budapest
- M-Rail doo za železnički prevoz robe Krnješevci, Serbien (33,3 %)
- Umschlagsgesellschaft Königs Wusterhausen mbH (50 %)

## Metrans (1945–1953)
Eine namensgleiche tschechoslowakische Aktiengesellschaft existierte Mitte des 20. Jahrhunderts unter dem Namen Metrans. Sie war im Bereich Schifffahrt und Spedition tätig.